# Sapho gloriosa
Sapho gloriosa là loài chuồn chuồn trong họ Calopterygidae. Loài này được McLachlan in Selys mô tả khoa học đầu tiên năm 1873.